# Parque natural Karukinka

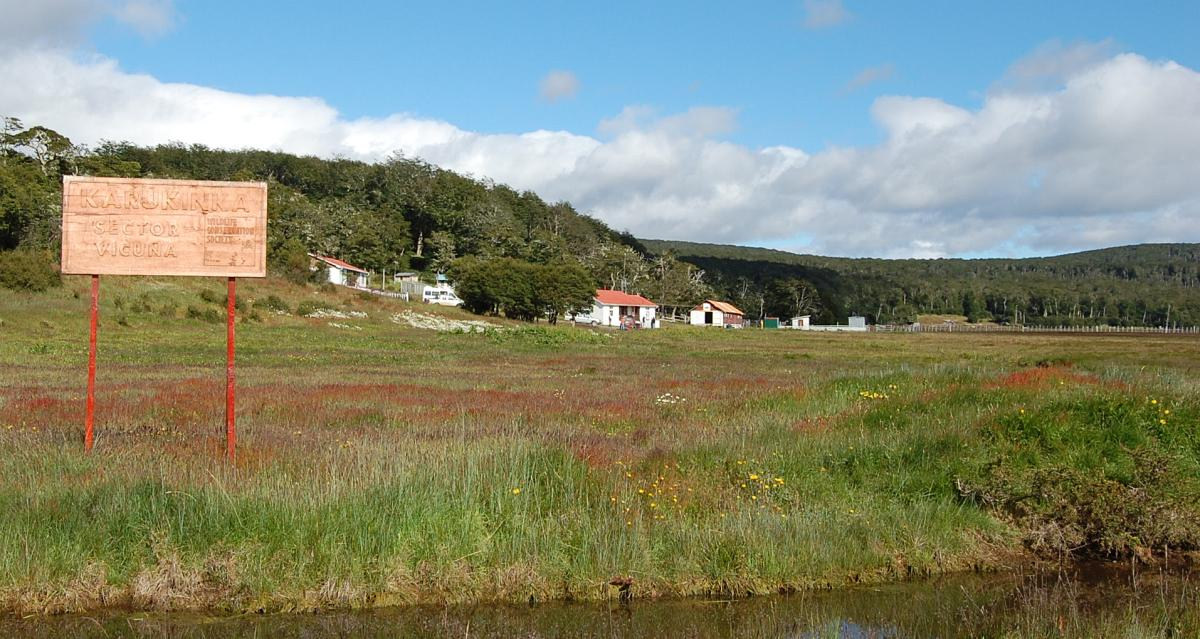
Parque Karukinka en el Sector Vicuña, Tierra del Fuego.

El Parque Karukinka es un parque natural privado situado en el sector chileno de la Isla Grande de Tierra del Fuego. 53°42′S 69°18′O / -53.700, -69.300
El parque promueve un nuevo modelo para la conservación de la biodiversidad, el cual es impulsado por la ONG internacional Wildlife Conservation Society (WCS) quien es propietaria y ejerce la administración de esta reserva natural.

## Valor ecológico
Karukinka contiene grandes extensiones de bosques primarios de lenga y bosques mixtos lenga-coigüe de Magallanes. Alberga además, otros ecosistemas como turberas, zonas andinas, estepa patagónica, matorrales, Costa, todos representativos de la biodiversidad austral, los cuales tienen importancia local y global para la conservación.
Karukinka es el hábitat de muchas especies nativas de plantas y animales de la ecorregión subantártica, algunas de las cuales presentan problemas de conservación. Entre ellas destacan guanaco, zorro culpeo, el roedor tuco-tuco o el huillín. Aves como el cisne de cuello negro, el carpintero magallánico, el pato quetru, y numerosas aves rapaces, encuentran en Karukinka su hábitat. Especial significancia tienen los peces nativos, líquenes y musgos endémicos, cuyos hábitats han sido alterados por la actividad de los castores introducidos.

## Historia
Los selknam u onas, el pueblo indígena originario de la isla Grande de Tierra del Fuego, llamaban a su tierra Karukinka. La Wildlife Conservation Society (WCS) honra su memoria conservando estos parajes en beneficio de las futuras generaciones.
WCS es una organización internacional de conservación, cuya misión es la protección de la vida silvestre y de los hábitats naturales que la sostienen.

## Protección del subsuelo
El parque natural Karukinka cuenta con una protección de su subsuelo como lugar de interés científico para efectos mineros, según lo establece el artículo 17 del Código de Minería. Estas labores sólo pueden ser ejecutadas mediante un permiso escrito por el presidente de la República y firmado además por el ministro de Minería.
La condición de lugar de interés científico para efectos mineros fue establecida mediante Decreto Supremo N°40 de 17 de julio de 2015 y publicado el 29 de julio de 2015, que fija el polígono de protección.